# Reina Hispanoamericana
Reina Hispanoamericana (Nederlands: Miss Spaans-Amerikaanse) is een missverkiezing die jaarlijks wordt gehouden in Bolivia.

## Geschiedenis
Miss Zuid-Amerika werd in 1983 in het leven geroepen. De eerste vier edities kwamen op naam van Venezuela, waarvan de laatste, Bárbara Palacios, in 1986 ook Miss Universe werd. In 1989 en 1990 werd de wedstrijd niet gehouden en vanaf 1991 heette ze Reina Sudamericana. In 2007 wijzigde de naam opnieuw, deze keer in Reina Hispanoamericana. Intussen nemen ook landen uit Centraal-Amerika, Spanje en de Verenigde Staten deel aan de verkiezing. In 2007 waren er 21 deelneemsters.
De verkiezing werd, op enkele uitzonderingen na, altijd in de Boliviaanse stad Santa Cruz de la Sierra gehouden.

## Winnaressen
| Jaar | Winnares                 | Land                   |
| ---- | ------------------------ | ---------------------- |
| 2016 | María Camila Soleibe     | Colombia               |
| 2015 | Sofia del Prado          | Spanje                 |
| 2014 | Romina Rocamonje         | Bolivia                |
| 2013 | María Alejandra López    | Colombia               |
| 2012 | Sarodj Bertin            | Haïti                  |
| 2011 | Evalina Van Putten       | Curaçao                |
| 2010 | Caroline Medina          | Venezuela              |
| 2009 | Adriana Vasini           | Venezuela              |
| 2008 | Laura Zúñiga             | Mexico                 |
| 2007 | Massiel Taveras          | Dominicaanse Republiek |
| 2006 | Francine Eickemberg      | Brazilië               |
| 2005 | Diana Cepeda             | Colombia               |
| 2004 | Tania Domaniczky         | Paraguay               |
| 2003 | Cecilia Balarini         | Brazilië               |
| 2002 | Marcela Ruete            | Ecuador                |
| 2001 | María Rocio Stevenson    | Colombia               |
| 2000 | Ligia Pettit             | Venezuela              |
| 1999 | Jenny Vaca Paz           | Bolivia                |
| 1998 | Susana Barrientos        | Bolivia                |
| 1997 | Patricia Fuenmayor       | Venezuela              |
| 1996 | Gabriela Vergara         | Venezuela              |
| 1995 | Carolina Tahis Muller    | Brazilië               |
| 1994 | Liliana Gonzales         | Paraguay               |
| 1993 | Paola Vintimilla         | Ecuador                |
| 1992 | Francis del Vallegago    | Venezuela              |
| 1991 | Patricia Godoy           | Brazilië               |
| 1990 |                          |                        |
| 1989 |                          |                        |
| 1988 | Isabel Cristina Beduschi | Brazilië               |
| 1987 | Patricia López Ruiz      | Colombia               |
| 1986 | Bárbara Palacios         | Venezuela              |
| 1985 | Silvia Martínez          | Venezuela              |
| 1984 | Carmen María Montiel     | Venezuela              |
| 1983 | Paola Ruggeri            | Venezuela              |